# 203 هـ
203 هـ هي سنة في التقويم الهجري امتدت مقابلةً في التقويم الميلادي بين سنتي 818 و819.

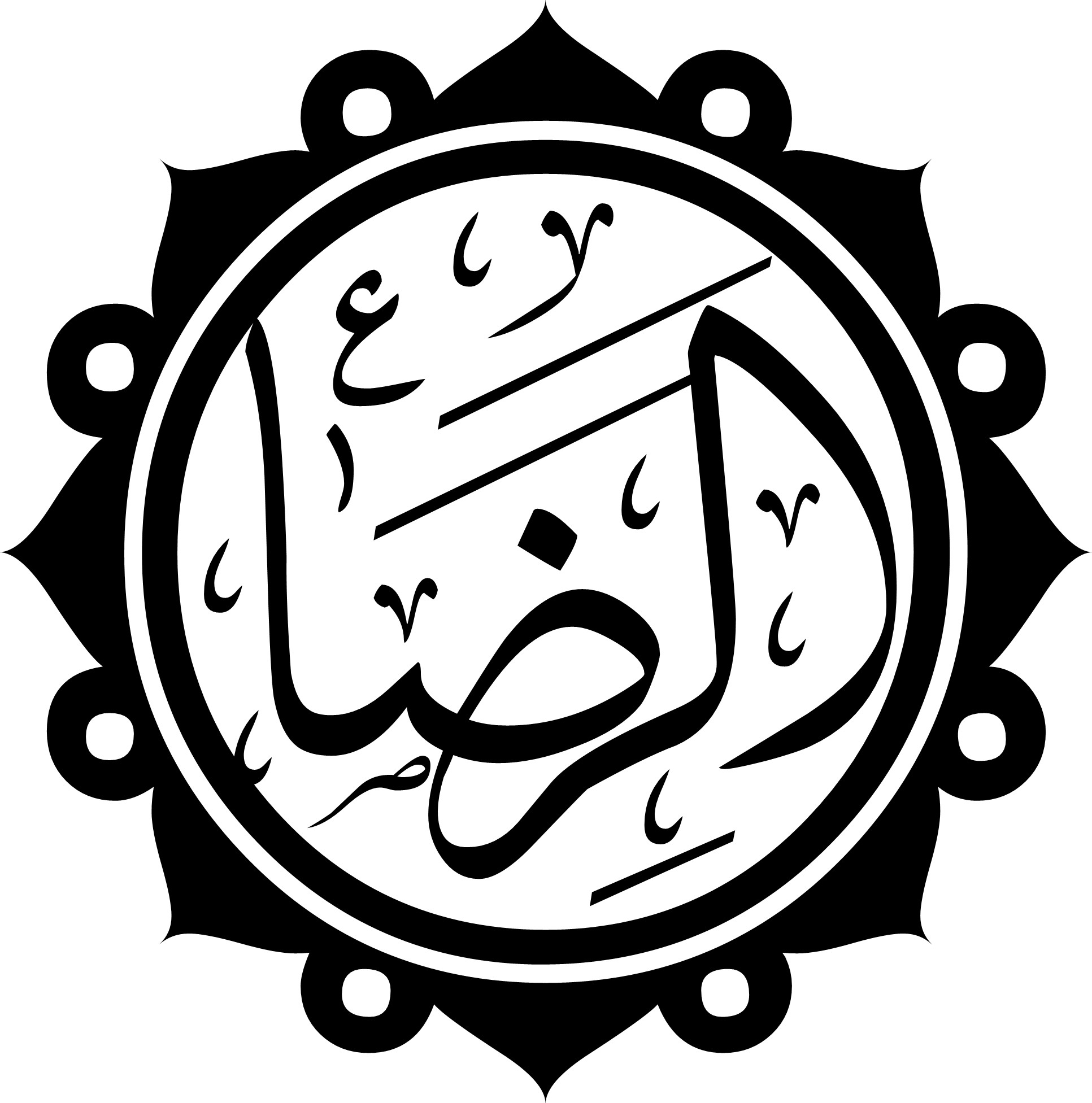
علي الرضا

## مواليد
- صالح بن أحمد بن حنبل

## وفيات
- خزيمة بن خازم
- أبو أحمد الزبيري
- أبو داود الحفري
- حسين بن علي الجعفي
- زيد بن الحباب العكلي
- علي الرضا
- محمد بن بشر العبدي
- محمد بن بكر البرساني
- مصعب بن المقدام
- شريح بن زيد الحضرمي
- علي بن موسى الرضا
- يحيى بن آدم
- النضر بن شميل
- عبد السلام بن صالح
- إبراهيم بن حمزة الزبيري